# Kawerau (Neuseeland)
Kawerau ist eine Stadt in der Region Bay of Plenty auf der Nordinsel von Neuseeland, die mit der gleichnamigen Verwaltungseinheit Kawerau District nahezu identisch ist.

## Geographie
Kawerau ist eine Enklave, da vollständig vom Whakatāne District umgeben. Östlich der Stadt befindet sich der Vulkan Mount Edgecumbe.

## Geschichte
Im Jahre 1953 wurde die Stadt Kawerau gegründet, da der Standort für eine Papierfabrik geeigneter war als in Murupara. Obwohl Murupara nahe an einem Hafen lag, hatte Kawerau den Vorteil, dass Maschinen dort mit Erdwärme betrieben werden konnten. In den folgenden Monaten entstand eine Siedlung für etwa 5000 Menschen und eine der größten und modernsten Papierfabriken, die Tasman Pulp and Paper Mill. Später wurden Immigranten aus Finnland, den Vereinigten Staaten, Großbritannien und Australien als Arbeiter geholt, da es in Neuseeland an Fachleuten mangelte. Dies verhalf Kawerau, das aus hunderten, gleich gestalteten Häusern bestand, zu einem internationalen Flair.
In Wellington überlegte man seinerzeit, die Stadt dem damaligen Whakatane County Council verwaltungstechnisch zuzuordnen. Doch der Widerstand in der Bevölkerung der neu gründeten Stadt führte schließlich dazu, dass am 31. März 1954 dem Whakatane County Council 1330 Acres Land entnommen und dem Borough of Kawerau zugeschlagen wurde, der dadurch gegründet werden konnte.
Durch Erweiterungen in den 1970er Jahren wuchs die Einwohnerzahl auf 9000 Menschen. Am 1. April 1989 wurde im Zuge der Verwaltungsreform aus dem Borough der Kawerau District Council geformt, behielt aber seine Distriktgrenzen. Durch zunehmende Automatisierung kam es in den späteren Jahren zu Entlassungen, die zu einer relativ hohen Arbeitslosigkeit und somit zu einem Bevölkerungsschwund von 2001 bis 2004 um 6,9 % führte.
Auch das Edgecumbe-Erdbeben von 1987 mit einer Stärke von 6,5 auf der Richter-Skala ging an Kawerau nicht spurlos vorüber. Im Jahr 2004 kündigte ein Energieunternehmen an, ein 150 Millionen NZ$ teures Geothermisches Kraftwerk zu errichten. Dies gab dem Ort erneut einen wirtschaftlichen Aufschwung.

## Verkehr
Der Ort ist heute Endpunkt der East Coast Main Trunk Railway, die über Tauranga und Hamilton eine durchgehende Eisenbahnverbindung nach Auckland und Wellington herstellt. Über die Eisenbahnstrecke wurde besonders das Baumaterial für die Zellstoff- und Papierfabrik herantransportiert, ein Teil des Holzes für die Verarbeitung und Produkte aus der Fabrik wird heute mit der Eisenbahn befördert.